# Conure
Taxons concernés
- Genres :
  - Aratinga
  - Conuropsis (genre éteint)
  - Cyanoliseus
  - Enicognathus
  - Eupsittula
  - Guaruba
  - Leptosittaca
  - Myiopsitta
  - Ognorhynchus
  - Psittacara
  - Pyrrhura
  - Rhynchopsitta
  - Thectocercusmodifier

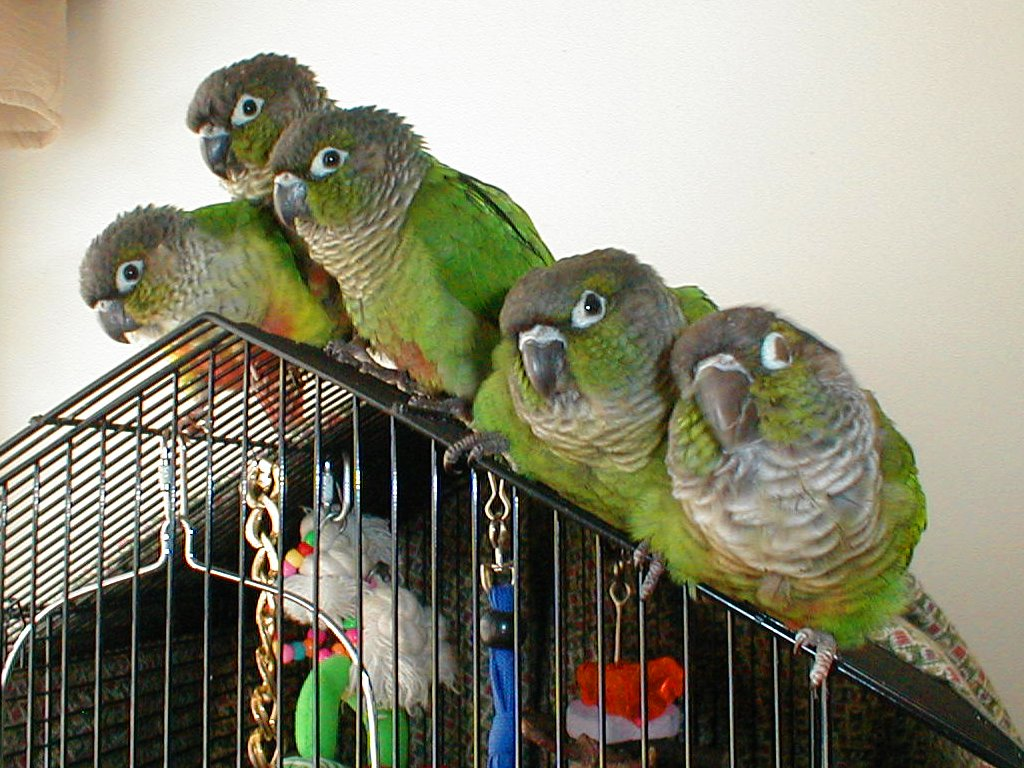
Une famille de conures à joues vertes. L'oiseau n° 2 à partir de la gauche est le père, l'oiseau n° 5 est la mère, les oiseaux n° 1, n° 3 et n° 4 sont frères et sœurs. La différence de coloration de l'oiseau n° 1 est une mutation naturelle. Photo pri

Sous le terme de Conure sont regroupés des perroquets et des perruches (famille des Psittacidae et sous-famille des Psittacinae) de taille petite à moyenne appartenant à plusieurs genres néotropicaux. Le terme conure dérive du genre Conurus tombé en désuétude.

## Description
Les conures sont des perroquets  plutôt sveltes avec des ailes pointues et une queue longue et pointue. Les battements d'ailes relevées au-dessus du corps sont assez puissants. La distinction des espèces au sein de certains genres (notamment Aratinga et Pyrrhura) est parfois délicate en raison de très fortes similitudes.

## Liste des genres
- Aratinga
- Conuropsis (genre éteint)
- Cyanoliseus
- Enicognathus
- Eupsittula
- Guaruba
- Leptosittaca
- Myiopsitta
- Ognorhynchus
- Psittacara
- Pyrrhura
- Rhynchopsitta
- Thectocercus

## Liste des espèces
- Conure à cape noire – Pyrrhura rupicola
- Conure à col blanc – Pyrrhura albipectus
- Conure à front brun – Rhynchopsitta terrisi
- Conure à front rouge – Eupsittula canicularis, anciennement Aratinga canicularis
- Conure à gorge rouge – Psittacara rubritorquis, anciennement Aratinga rubritorquis
- Conure à gros bec – Rhynchopsitta pachyrhyncha
- Conure à joues d'or – Ognorhynchus icterotis
- Conure à long bec – Enicognathus leptorhynchus
- Conure à oreillons – Pyrrhura hoematotis
- Conure à pinceaux d'or – Leptosittaca branickii
- Conure à poitrine brune – Pyrrhura calliptera
- Conure à poitrine grise – Pyrrhura griseipectus
- Conure à tête bleue – Thectocercus acuticaudatus, anciennement Aratinga acuticaudata
- Conure à tête d'or – Aratinga auricapillus
- Conure à tête rouge – Psittacara erythrogenys, anciennement Aratinga erythrogenys
- Conure à ventre rouge – Pyrrhura perlata
- Conure aile-de-feu – Pyrrhura egregia
- Conure aztèque – Eupsittula nana, anciennement Aratinga nana
- Conure couronnée – Eupsittula aurea, anciennement Aratinga aurea
- Conure cuivrée – Eupsittula pertinax, anciennement Aratinga pertinax
- Conure d'Orcès – Pyrrhura orcesi
- Conure de Bonaparte – Pyrrhura lucianii
- Conure de Chapman – Aratinga alticola, considérée actuellement comme une sous-espèce de la Conure mitrée
- Conure de Cuba – Psittacara euops, anciennement Aratinga euops
- Conure de Deville – Pyrrhura devillei
- Conure de Finsch – Psittacara finschi, anciennement Aratinga finschi
- Conure de Hellmayr – Pyrrhura amazonum
- Conure de Hocking – Aratinga hockingi, considérée actuellement comme une sous-espèce de la Conure mitrée
- Conure de Hoffmann – Pyrrhura hoffmanni
- Conure de Molina – Pyrrhura molinae
- Conure de Patagonie – Cyanoliseus patagonus
- Conure de Pfrimer – Pyrrhura pfrimeri
- Conure de Pinto – Aratinga maculata ou Aratinga pintoi
- Conure de Ridgway – Psittacara strenuus, anciennement Aratinga strenua
- Conure de Socorro – Psittacara brevipes, anciennement Aratinga brevipes
- Conure de Souancé – Pyrrhura melanura
- Conure de Vieillot – Pyrrhura frontalis
- Conure de Wagler – Psittacara wagleri, anciennement Aratinga wagleri
- Conure de Weddell – Aratinga weddellii
- Conure des cactus – Eupsittula cactorum, anciennement Aratinga cactorum
- Conure des Santa Marta – Pyrrhura viridicata
- Conure dorée – Guaruba guarouba
- Conure emma – Pyrrhura emma
- Conure jandaya – Aratinga jandaya
- Conure leucotique – Pyrrhura leucotis
- Conure magellanique – Enicognathus ferrugineus
- Conure maîtresse – Psittacara chloropterus, anciennement Aratinga chloroptera
- Conure mitrée – Psittacara mitratus, anciennement Aratinga mitrata
- Conure nanday – Aratinga nenday, anciennement Nandayus nenday
- Conure pavouane – Psittacara leucophthalmus, anciennement Aratinga leucophthalma
- Conure perlée – Pyrrhura lepida
- Conure rougissante – Pyrrhura roseifrons
- Conure soleil – Aratinga solstitialis
- Conure tête-de-feu – Pyrrhura rhodocephala
- Conure tiriba – Pyrrhura cruentata
- Conure versicolore – Pyrrhura picta
- Conure verte – Psittacara holochlorus, anciennement Aratinga holochlora
- Conure veuve – Myiopsitta monachus